# Jorge Zorreguieta
Jorge Horacio Zorreguieta Stefanini (Buenos Aires, 28 gennaio 1928 – Buenos Aires, 8 agosto 2017) è stato un funzionario e politico argentino.

## Biografia

### Famiglia e carriera
Jorge Horacio Zorreguieta Stefanini nacque nel 1928 a Buenos Aires, in una ricca famiglia della classe media, da Juan Antonio Zorreguieta Bonorino (1899-1959) e Cesina Stefanini Borella (1901-1999). Aveva ascendenze basche, italiane per parte di madre e discendeva dal re Dionigi del Portogallo.
Nel 1956 sposò la filosofa Marta López-Gil (1935) e divenne padre di María (1956), Ángeles (1958) e Dolores (1965). In seguito divorziarono e il 27 maggio 1970 sposò in Paraguay María del Carmen Cerruti Carricart (1944), con cui ebbe Máxima (1971), Martín (1972), Juan (1982) e Inés (1984-2018).
Presiedette l'Ateneo Rural de Buenos Aires dal 1961 al 1964 e lavorò come segretario della Comisión Coordinadora de Entidades Agropecurias. Due anni dopo venne nominato segretario e tesoriere delle Confederaciones Rurales Argentinas. Dal 1970 fu il presidente della Comisión de Enlace de Entidades Agropecuarias e dal 1972 fu nella Commissione Direttiva della Società Rurale Argentina (SDA).

### Periodo politico e attività
Nel marzo 1976 partecipò al rovesciamento del governo di Isabel Martínez de Perón ed entrò nel gabinetto del dittatore Jorge Rafael Videla, nel ruolo di sottosegretario dell'Agricoltura. Il 21 dicembre dello stesso anno i militari rapirono la studentessa Lidia Amigo, figlia del sottosegretario che aveva preceduto Jorge fino al colpo di Stato. Non fornì ad Amigo l'aiuto richiesto dopo la scomparsa della figlia.
Partecipò alla Conferenza dell'Organizzazione delle Nazioni Unite sul Grano (1977-1979) e intervenne nel 1978 alla Junta Nacional de Granos. Il suo incarico da sottosegretario terminò nel 1979.
Quell'anno infatti fu nominato segretario (ministro) dell'Agricoltura e lo restò fino al 1981. Durante il suo mandato attuò una politica economica di liberalizzazione del mercato. I dazi furono eliminati all'esportazione e all'importazione ridotti, mentre l'esportazione del grano e dei semi oleosi aumentò dell'80%. Gestì l'Istituto Nazionale di Tecnologia Agraria, ma durante la sua direzione molti impiegati furono licenziati a causa delle loro posizioni ritenute antigovernative. Alcuni di questi lavoratori sparirono e le famiglie di quattro persone scomparse denunciarono Jorge intorno al 2013, secondo quanto riferito dai media argentini.
Si recò per viaggi ufficiali in Regno Unito, Francia, Germania, Belgio, Austria e Italia. Finita la dittatura militare nel dicembre 1983,  e nel 1983/1984 fu nominato presidente della Conferenza delle Nazioni Unite sullo Zucchero. Divenne il presidente del Centro Azucarero Argentino (nel maggio 1985), della Fundación Vasco Argentina Juan de Garay (in questo ruolo promosse una ricerca sulla presenza dei baschi in Argentina) e della commissione della zona di libero scambio delle Americhe (1995). Dopo il ritorno della democrazia fu anche membro dell'International Policy Council for Agriculture, Food and Trade con sede a Washington.

### Controversie nei Paesi Bassi e ultimi anni
Jorge Zorreguieta, in vista del matrimonio di sua figlia Máxima con Willem-Alexander dei Paesi Bassi, a motivo delle controversie suscitate dal suo passato nel governo di Videla, decise di rilasciare una propria dichiarazione. Affermò di aver accettato l'incarico di sottosegretario nel 1976 per avere la possibilità di contribuire alla rinascita economica dell'Argentina ed espresse il suo rammarico per le violazioni dei diritti umani avvenute nel periodo in cui lui stesso fu al governo (omicidi, rapimenti e torture), precisando di non esserne stato a conoscenza fino al 1984, poiché i suoi incarichi rientravano solo nel settore agricolo.
Rese nota la sua disponibilità per non partecipare al matrimonio della figlia, a causa dell'influenza non positiva che avrebbe comportato la sua presenza. Il governo del primo ministro Wim Kok decise di avviare un'indagine per chiarire la questione, nominando una commissione di esperti presieduta dal professore Michiel Baud, direttore del Centro per la Ricerca e la Documentazione Latino Americana (CEDLA) presso l'Università di Amsterdam.
La commissione Baud concluse che Zorreguieta fu a conoscenza dei rapimenti avvenuti a opera del governo, ma senza un coinvolgimento diretto. Di contro, l'avvocata per i diritti umani Liesbeth Zegveld sostenne la colpevolezza di Zorreguieta in quanto punto d'incontro tra i proprietari terrieri e il dittatore Videla. Alla fine, il governo decise che Zorreguieta non avrebbe partecipato al matrimonio, divieto ripetuto nel 2013 per l'insediamento di suo genero.
Nel 2009 fu tra gli ex funzionari a cui venne ritirata la pensione di privilegio per aver collaborato con il governo di Videla. Nei Paesi Bassi gli fu concesso di presenziare ai battesimi delle nipoti e nel maggio del 2011 fece la sua ultima apparizione pubblica, in occasione del compleanno di sua figlia. Decedette all'ospedale Fundaleu a Buenos Aires l'8 agosto 2017, all'età di 89 anni a causa di un linfoma non Hodgkin, e fu tumulato nel Parque de la Memoria due giorni dopo. La notizia venne diffusa dai media argentini e confermata dalla famiglia reale olandese.